# Simple Minds
Simple Minds — шотландський рок-гурт, сформований у 1977 році у Глазго. Найбільш успішний комерційний шотландський гурт 1980-х років, продажи альбомів якого сягнули понад 60 мільйонів примірників.

## Формування гурту, Johnny & The Self-Abusers
Історія Simple Minds починається з панк-гурту Johnny & The Self-Abusers, яка була заснована в Глазго на початку 1977 року. За пропозицією сценографа Алана Керндаффа, його друг, Джону Міларкі, об'єднався з двома музикантами, з якими ніколи раніше не працював, — співаком та ліриком-початківцем Джимом Керром та гітаристом Чарлі Берчіллом. Керр і Берчілл знали один одного ще з восьмирічного віку. Після приєднання до Johnny & The Self-Abusers вони привели двох своїх шкільних друзів, Брайана Макгі на барабанах та Тоні Дональда на басі (усі четверо раніше спільно грали у школярному гурті). Згодом до гурту приєднався гітірист Алан МакНейл
Johnny & The Self-Abusers зіграли свій перший концерт 11 квітня 1977 року, у пабі міста Глазго. Усе літо гурт продовжував давати концерти у Глазго. Але незабаром гурт розпався на дві фракції, з Міларки та МакНейла з одного боку, та Керра, Дональда, Берчілла та Макгі з іншого.
У листопаді 1977 року Johnny & The Self-Abusers випустив єдиний сингл «Saints and Sinners» на Chiswick Records (який був поданий як дуже «рядовий» (rank and file) в огляді Melody Maker). Група розпалася в той же день, коли був випущений сингл, Міларки та МакНейл пішли щоб сформувати гурт The Cuban Heels. Решта учасників продовжували разом як Simple Minds (назва буля взята з лірики Девіда Бові до його пісні The Jean Genie)